# Карин Геринг
Карин Акселина Хулда Геринг (нем. Carin Axelina Hulda Göring; 21. октобар 1888 — 17. октобар 1931) била је прва жена Хермана Геринга.

## Ранији живот
Рођена је у Стокхолму 1888. Њен отац, барон Карл Александар Фок, био је пуковник шведске војске , из породице која је емигрирала у Шведску из Вестфалије. Њена мајка, која се звала Хулдин Беамиш, рођена је 1860. године у ирској породици познатој по томе што је у Корку кувала Beamish and Crawford стоута (пиво) . Њен пра-прадеда, Вилијам Бимиш, био је један од оснивача Beamish and Crawfordа, а њен деда је служио у британској гарди Колдстрим. Каринина бака по мајци основала је приватно религиозно сестринство, Друштво Еделвајс. Била је четврта од пет кћери; њене сестре су биле Фани фон Виламовиц-Мелендорф (1882–1956), Мери фон Розен (1886–1967), Елза и Лили. Мери је била удата за грофа Ерика фон Розена (1879–1948), једног од оснивача Националсоцијалистичког блока, шведске националсоцијалистичке политичке партије.
Године 1910. удала се за официра шведске војске, Нилса фон Канцова. Њихово једино дете, Томас фон Канцов, рођен је 1913. године.

## Веза са Герингом
Године 1920, док је била отуђена од свог првог мужа, Карин је упознала Хермана Геринга у замку Рокелштад док је била у посети својој сестри Мери. Четири године млађи од ње, радио је у Шведској као комерцијални пилот за краткотрајну авио-компанију "Свенск Луфттрафик" и био је у замку јер је тамо долетео са грофом Ериком фон Розеном, мужем њене сестре Марије. Геринг се заљубио у Карин и убрзо је почео да је упознаје у Стокхолму, иако је, у то време скандалозно, била раздвојена удата жена са малим дететом. Разведена је од фон Канцова у децембру 1922. и удала се за Геринга 3. јануара 1923.
Након брака, Герингови су прво живели у кући у предграђу Минхена. Карин је пратила свог мужа и постала чланица Нацистичке партије. Када је Геринг био тешко повређен у препоне док је марширао заједно са Хитлером у неуспелом пучу у пивници у новембру 1923. године, Карин га је одвела у Аустрију, а затим у Италију, и неговала га назад до здравља, Каринина и Герингова романтичну љубавну причу користила је Гебелсова пропагандна машина, а пар је обилазио нацију како би повећао популарност Нацистичке партије.
Карин је боловала од туберкулозе у раним четрдесетим. Када је њена мајка, Хулдин Фок, неочекивано умрла 25. септембра 1931, то је био велики шок за 42-годишњу Карин. Иако је њено здравље још увек било крхко, отишла је у Шведску на сахрану своје мајке. Следећег дана је у Стокхолму доживела срчани удар. Када су вести стигле до Геринга, он јој се придружио тамо и остао са њом све док није умрла од затајења срца 17. октобра 1931, четири дана пре свог 43. рођендана.
Након њене смрти, Каринина старија сестра Фани написала је њену биографију која је убрзо постала бестселер у Немачкој. До 1943. продат је у 900.000 примерака.
Каринина смрт је била велики ударац за Геринга. Године 1933. почео је да гради ловачки дом, који је постао његов главни дом, и назвао га Каринхол у њену част. Тамо је поново сахранио њено тело из њеног првобитног гроба у Шведској, на сахрани којој је присуствовао Адолф Хитлер. Геринг је испунио Каринхол сликама Карин, као и свој стан у Берлину, где је направио олтар у знак сећања на њу који је остао чак и након што се поново оженио 1935. Каринхол је срушен по Геринговом наређењу док су совјетске трупе напредовале 1945. године.
После Другог светског рата, остатке за које се веровало да су од Карин извукла је породица Фок, кремирала и поново сахранила у Шведској. Године 1991. пронађени су остаци који би такође могли бити од Карин и послати су у Шведску на идентификацију. Докази сугеришу да су нови остаци били њени и да су поново сахрањени.